# Пёрвис, Мелвин
Мелвин Хорас Пёрвис-младший (англ. Melvin Horace Purvis, Jr.; 24 октября 1903 — 29 февраля 1960) — агент Федерального бюро расследований США.

## Биография
Родился в Тиммонсвилле, штат Южная Каролина, в семье Мелвина Хораса Пёрвиса-старшего (1869—1938) и Дженни Элизабет Мимс (1874—1927), был пятым ребёнком из одиннадцати. Его отец был фермером,  выращивающим табак.
Пёрвис получил юридическое образование в Университете Южной Каролины и недолго работал адвокатом. Он поступил в ФБР в 1927 году и возглавлял отделения в Бирмингеме (Алабама), Оклахома-Сити и Цинциннати. В 1932 году директор ФБР Джон Эдгар Гувер назначил его на пост главы чикагского отделения. Пёрвис обезвредил больше преступников, чем любой другой агент ФБР за всю историю.
Пёрвис возглавлял группу, которая разыскивала таких преступников, как Малыш Нельсон, Красавчик Флойд и Джон Диллинджер. После убийства Диллинджера, которое случилось 22 июля 1934 года, Пёрвис стал популярной персоной в СМИ. Гувер заявил, что за дело Диллинджера отвечал агент Сэмюэл Коули. Коули был позднее смертельно ранен Нельсоном, и Пёрвис навещал его в больнице. Пёрвис навлёк на себя гнев Гувера тем, что преувеличивал собственную роль в деле Диллинджера и преуменьшал роль Гувера и других агентов. Позднее, по крайней мере, один из официальных отчётов Пёрвиса вызвал вопросы. Отчёт о смерти Красавчика Флойда указывал на то, что Пёрвис и его агенты убили Флойда без помощи местной полиции, хотя офицер полиции Ист-Ливерпуля (Огайо) Честер Смит заявил Гуверу, что он убил Флойда.
Пёрвис ушёл из ФБР в 1935 году. Кёрт Джентри и Энтони Саммерс в биографии Гувера (1993) утверждали, что Гувер сначала поддерживал Пёрвиса, но после дела Диллинджера начал завидовать его славе и понизил Пёрвиса, что привело к уходу из ФБР. После ухода Пёрвис занялся частной практикой. В 1936 году опубликовал мемуары о работе в ФБР. В 1937 году он познакомился с актрисой Дженис Джеррет, но они никогда не были женаты. Позднее Пёрвис женился на Мэри Розан Уилкокс, у них было трое сыновей. Он купил радиостанцию WALH во Флоренсе (Южная Каролина), а во время Второй мировой войны служил в армии в звании полковника.
29 февраля 1960 года Пёрвис был найден мёртвым в своём доме во Флоренсе. Расследование выявило, что это было самоубийство. Пуля была выпущена из того же оружия, которое Пёрвис использовал на службе в ФБР. Популярная легенда гласит, что из этого оружия был застрелен Диллинджер.

## В художественных произведениях

### Кино
- 1973 — Диллинджер. Роль исполняет Бен Джонсон.
- 1974 — The Story of Pretty Boy Floyd. Роль исполняет Джеффри Бинни.
- 1974 — Мелвин Пёрвис: Человек правительства[англ.]. Роль исполняет Дейл Робертсон.
- 1975 — Бойня в Канзас-Сити[англ.]. Роль исполняет Дейл Робертсон.
- 1991 — История Диллинджера. Роль исполняет Уилл Пэттон.
- 1994 — Враг общества №1. Роль исполняет Дэн Картес.
- 2009 — Джонни Д. Роль исполняет Кристиан Бейл.

### Театр
- 2002 — мюзикл Dillinger, Public Enemey Number One. Первоначально роль исполнял Чак Вагнер.